# 錦町 (高松市)
錦町（にしきまち）は、香川県高松市中心部の町丁。郵便番号は760-0020。全域が住居表示に関する法律に基づく住居表示実施地区で、一丁目〜二丁目が存在する。

## 地理
高松市役所より0.7km、高松市中心部の都心北西に位置し、北はJR予讃線・高徳線の鉄道敷、東は県庁前通り、南は市道二番町築地線、西は市道浜ノ町宮脇線（一部大学通り）に区切られたほぼ正方形の町である。中心に旧丸亀街道（市道兵庫町西通町線）、北部に瀬戸大橋通り（さぬき浜街道）が通るほか、弘憲寺など複数の寺院や市立新番丁小学校、NHK高松放送局が存在し、大部分が中心市街地に隣接する都市型の閑静な住宅街を形成している。
2010年国勢調査による人口は2672人（男1333人/女1339人）、世帯数は1404世帯、面積は27万1781.40m2、人口密度は9831.4人/km2。公立小学校・中学校の校区は全域が新番丁小学校・紫雲中学校に属している。
町内における都市計画法に基づく用途地域は、一丁目のうち市道末広町錦町線以北が容積率400%の商業地域で、同市道以南のうち県庁前通り沿い及び上記商業地域に面した街区は容積率300%、建ぺい率80%の近隣商業地域、それ以外が容積率200%、建ぺい率60%の第二種中高層住居専用地域である。二丁目のうちさぬき浜街道以北が容積率400%の商業地域、市道兵庫町西通町線沿いが容積率300%、建ぺい率80%の近隣商業地域、それ以南が容積率200%、建ぺい率60%の第二種中高層住居専用地域、それ以北及び市道錦町3号線以南のうち一丁目に接した部分が容積率200%、建ぺい率60%の第一種住居地域である。

## 歴史
現在の錦町は1966年（昭和41年）に新設された瑞祥地名であり、それ以前のこの地域は西新通町、一番丁、一番町、二番丁、二番町、浜ノ丁、西通町、新湊町の各一部であった。
具体的には旧丸亀街道（市道兵庫町西通町線）沿いのうち概ね市道錦町宮脇線以東が「西新通町」、以西が「西通町」、旧二番丁小学校から磨屋町へ至る市道沿いが「一番丁」、市道二番町築地線沿いが「二番丁」、また西新通町及び西通町以北が浜ノ丁であった。

## 主要施設
掲載順は住居表示による街区符号・住居番号順
| - 日本通運四国支店 - 穴吹学園穴吹デザインカレッジ・ビューティーカレッジ - 高松センチュリーホテル - 奥村組四国支店 - トーハン四国支店 - NHK高松放送局 - 日本たばこ産業四国支店 - 帝国データバンク高松支店 - マルナカ広場店 - 穴吹学園本部・穴吹医療大学校 | - 日妙寺 - 弘憲寺 - 吉祥寺 - 日本通運四国支店 - 2018年に日通商事高松支店（2017年閉鎖、広島支店に統合）跡地に移転。 - 泉立寺 - 亀田歯科 - 香川県歯科医師専門学校 - 堀耳鼻咽喉医院 - 高松市立新番丁小学校 - 小林医院 |

## 交通
高松市中心部に位置しているため、生活圏が徒歩あるいは自転車の移動圏内に収まっている。しかし、高松市郊外へ向かうにはその地区の公共交通機関が脆弱な地区が多いため、やはり自家用車での移動が中心になるが、中心部に位置しているが故、周辺幹線道路は交通量が多く旅行速度も遅い。加えて町内の生活道路は幅員が狭く、ほとんどが一方通行に指定されている。
公共交通機関の利用においては、ターミナル駅であるJR高松駅が近いため広域的な移動の利便性は高いが、同じ中心部へ向かうには市内交通であるバス停が町内に存在しないため、自転車の利用価値が高い。

### 道路
町内の道路は基本的に江戸時代の武家屋敷街のころに形成された碁盤の目状の街区がそのまま残っている。
メインストリートは町の中心を横切る旧丸亀街道（市道兵庫町西通町線）であり、そこから県庁前通りを経由することによって番町へ抜けることが出来る。また、栗林トンネルを経由して鶴尾地区や国道32号へ直接抜ける市道錦町宮脇線（亀阜小学校西交差点以南は県道172号川東高松線）も重要度の高い幹線道路である。その他、市道二番町築地線は美術館通りとなり繁華街へと抜ける貴重な対面通行道路でもある。また、中央通りへは市道寿町扇町線（東行き一方通行）を経由して裁判所前交差点へ抜けることによりショートカットが可能である。
東西
- 旧丸亀街道（市道兵庫町西通町線） - メインストリート。
- 市道二番町築地線 - 県庁前通り以東は美術館通りとして繁華街へ至る。
- 市道寿町扇町線 - 町内から中央通りへ抜けるショートカット。

南北
- 県庁前通り（香川県道173号高松停車場栗林公園線）
- 市道錦町亀岡線 - 香川県庁西側を経由して亀岡町の八幡通りへ抜ける市道。
- 市道錦町宮脇線 - 亀岡町の亀阜小学校西交差点以南は県道172号川東高松線となって栗林トンネルを経由して国道11号及び国道32号至る。
- 大学通り（市道浜ノ町宮脇線） - 宮脇町へ抜ける香川大学東側の通り。

### 鉄道
町の北端をJR予讃線・高徳線の線路が通っているが町内に駅は存在しない。最寄り駅は高松駅。
- JR高松駅（予讃線・高徳線・土讃線）